# Sciopero generale in Romania del 1920

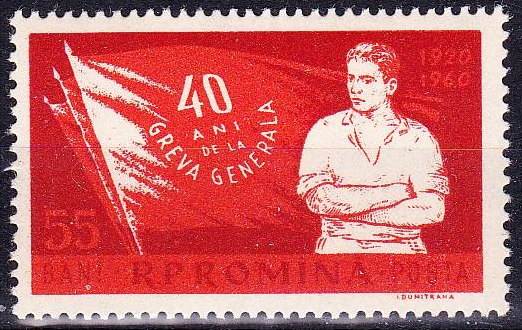
Francobollo commemorativo dello sciopero, distribuito nel 1960 dalla Repubblica Popolare di Romania.

Lo sciopero generale in Romania del 1920 è stato un grande sciopero nazionale nel Regno di Romania, di durata compresa tra il 20 e il 28 ottobre 1920, che ha visto la partecipazione della maggior parte degli oltre 400.000 lavoratori industriali di tutto il paese. Le richieste dei lavoratori riguardavano: il riconoscimento dei comitati dei lavoratori delle fabbriche, la smilitarizzazione delle aziende industriali, l'abolizione dello stato d'assedio, l'eliminazione della censura e l'adozione di una nuova legislazione in materia di controversie del lavoro. Lo sciopero è stato violentemente represso dal governo con l'esercito rumeno ed i rappresentanti dei lavoratori sono stati condannati al carcere.